# Jura (telenovela)
Jura é uma telenovela portuguesa exibida pela SIC de 18 de Setembro de 2006 a 16 de Fevereiro de 2007. A novela, que conta  a história de um grupo de amigos (divididos por quatro casais e uma solteira), foi protagonizada por Ricardo Pereira e Patrícia Tavares. Quando estreou, e até mesmo antes da estreia, este produto tornou-se polémico devido às cenas de nudez que exibia, sem qualquer pudor, no horário das 23:00 e com direito a bolinha vermelha. Na estreia a novela registou 6.8% de audiência média e 25.6% de share. Um produto de ficção que contou, para além daqueles dois actores, com Ana Bola, Rogério Samora, Pêpê Rapazote, Carla Chambel, Alda Gomes, Ana Rocha, João Cabral, Rui Mello, Ana Brito e Cunha, Rita Viegas, Alexandre da Silva, Cláudia Semedo, João Tempera, entre outros. É uma adaptação da novela chilena Los Treinta.
Em janeiro de 2010, a novela passou a ser reexibida no canal temático SIC Mulher, sendo, à data de 2024, a única telenovela portuguesa exibida naquele canal.
Foi reposta nas madrugadas da SIC de 6 de outubro de 2014 a 12 de junho de 2015, sendo substituída numa fase inicial por Remodeled e posteriormente pela exibição de Podia Acabar o Mundo.
Volta à antena da SIC em 25 de abril de 2016, substituindo Podia Acabar o Mundo.

## Sinopse
JURA é a história de um grupo de amigos. O enredo é composto por quatro casais: Paulo e Simone; Nuno e Letícia; Bárbara e André; Fernando e Diana e por Telma, a única solteira. Quatro histórias de pessoas que viveram os vinte ao máximo e que lutam agora para sobreviver aos trinta. 
JURA é também a história de Simone e de Paulo. Simone tem tudo para ser feliz. Um marido carinhoso, bonito e que a ama. Um filho que adora e que é a melhor coisa que tem na vida. Um emprego absorvente, no qual se sente realizada. Então como explicar esta urgência de mudar que a faz tremer de ansiedade e pôr tudo em causa? E como responder a essa urgência? Às vezes é preciso mudar. Mesmo que a mudança seja traumática. 
Após nove anos de casamento, estão numa encruzilhada. E só tem trinta anos. O que está para além da vida que conhece, o desejo de conhecer mais, a insatisfação com o dia-a-dia, tudo a perturba e fragiliza, pondo em causa o casamento. 
Quando Simone decide sair de casa, a realidade torna-se dramaticamente evidente: o casamento, a família, a casa, a estabilidade de uma vida podem desmoronar-se num segundo. Os amigos de Simone e de Paulo começam a sentir e a compreender o quão frágil podem ser, de facto, as suas relações. 
Por entre o desejo de serem excelentes profissionais, a vontade de construírem famílias, e a sufocante velocidade da sociedade de consumo, estas vidas vão cruzar-se em histórias em que a sensualidade, o erotismo, o amor, a paixão e o ciúme estarão sempre presentes. 
Tudo começou com Paulo, Fernando e Bárbara. Eram amigos, na escola secundária, e formavam um trio imbatível. Paulo era o sensível, Bárbara a pragmática e Fernando o playboy. Passaram quinze anos e as coisas não mudaram muito. Paulo encontrou em Simone o amor da sua vida. Bárbara tornou-se uma advogada de topo e luta dia-a-dia para se afirmar num mundo liderado ainda por homens. Fernando continuou a coleccionar namoradas e amantes, mesmo depois de casar. 
Após a entrada de Simone, o grupo só se voltou a alargar na faculdade. Foi aí que Paulo e Bárbara conheceram Nuno, Letícia e André. Bárbara acabaria por casar com André, contra a expectativa de todos. André era muito diferente de Bárbara, mas é verdade que os opostos se atraem. Só mais tarde chegou Diana, através de Fernando, e com ela, Telma, a solteira do grupo. Fernando, Paulo, Nuno e André levaram a sua amizade para o mundo dos negócios. São sócios de um restaurante no centro da capital, ‘Fusão’. Paulo e André dedicam quase todo o seu tempo ao restaurante. Nuno continuou a ser um advogado mediático e Fernando trabalha na área dos seguros. 
As mulheres dividem o seu tempo entre as carreiras e a família. Simone é médica, especializou-se em medicina interna e para além do Hospital trabalha no INEM. Bárbara batalha para ser sócia do seu escritório de advogados. Diana gere um Spa de luxo e Telma trabalha como relações públicas no restaurante dos amigos. Só Letícia deixou a advocacia para se dedicar em exclusivo à família. Esta decisão é mais que um contraponto à sua geração. É uma aposta de vida que lhe vai sair cara. 
As rupturas, as traições, os reencontros e as loucuras sucedem-se ao ritmo de uma grande cidade. Jura é a história de muitos desejos. De mudança, de descoberta, de encontro. Do desejo de procurar sempre a felicidade, onde quer que ela esteja.

## Personagens
Paulo (Ricardo Pereira)
Paulo é o protagonista principal de Jura. É um dos donos de um sofisticado restaurante de comida de fusão e é um idealista em todos os sentidos. Contudo, a sua mulher Simone decide deixá-lo e, de um dia para o outro, deixa de ser feliz para se ver só com o seu filho ainda jovem e um casamento de nove anos completamente desfeito. Será ele capaz de ultrapassar esta crise e de prosseguir com a sua vida?
Simone (Patrícia Tavares)
Simone tem uma vida perfeita. Um homem que a ama, uma criança maravilhosa, uma bela casa, um óptimo emprego e um nível de vida confortável, mas não é feliz. A rotina diária, as obrigações, o casamento e tudo o resto entra em curto-circuito à medida que se aproxima o dia do nono ano de casamento. Está com uma prematura crise da meia-idade e quer uma mudança radical na sua vida, sentindo que ainda vai a tempo.
Fernando (Pêpê Rapazote)
Fernando é dono de uma pequena mas importante agência de seguros. Casado com Diana, pensa que as pessoas devem viver o momento. Ele tem casos com mulheres, umas atrás das outras, sem sequer impor limites, embora declare estar completamente apaixonado pela mulher. Pouco a pouco ficará insatisfeito com a sua vida. Talvez a vertigem que sente com a sua vida cheia de encontros passageiros não seja senão o reflexo de um vazio que não está preparado para aceitar.
Nuno (João Cabral)
Nuno é um advogado de sucesso. É o clássico workaholic, bastante tímido em questões do coração, mas bastante agressivo quando se trata da sua carreira. Tenso, tradicional, conservador, homofóbico e profundamente vaidoso, a família e a carreira são a fonte do seu orgulho. No entanto, o stress em que vive e o incipiente alcoolismo da mulher transformá-lo-ão num homem solitário, inseguro e paranóico.
Diana (Carla Chambel)
Loucamente apaixonada pelo seu marido, ela teve que pôr um fim aos contínuos casos dele. Isto tornou-a numa mulher ciumenta e obsessiva até ao ponto de espiar os telefonemas do marido, os papéis e os encontros. Chegou mesmo a envolver os seus amigos numa discussão. Brevemente a sua vida conhecerá uma mudança dramática.
Letícia (Ana Rocha)
Letícia é a perfeita dona de casa. Sensível, atraente e bem-educada, preocupa-se com os mais pequenos detalhes da sua casa. Apesar disso, em breve procurará no álcool um escape pela falta de afecto que o marido Nuno tem por ela. Por outro lado, a sua amizade íntima com Fausto, o chefe responsável do restaurante, tornar-se-á um meio de se revoltar contra a ordem imposta pelo marido.
André (Rui Mello)
André está completamente apaixonado pela mulher, Bárbara, e ambos têm uma filha de nome Leonor. Nunca conseguiu assegurar uma estabilidade económica porque tende a gastar mais do que ganha. É administrador do restaurante Fusão, mas a sua má gestão financeira leva-o a um terrível golpe: precisa de repor - sem o conhecimento dos amigos (todos pensam que tudo vai bem com o negócio)- uma considerável soma de dinheiro.
Bárbara (Ana Brito e Cunha)
Bárbara é uma advogada de sucesso e sócia de uma afirma prestigiada. É prática, autoritária, exigente e totalmente absorvida pela carreira. Tornou-se mãe recentemente e tem lutado para se ver bela de novo de modo a poder dar livre curso ao seu erotismo. O casamento com André é satisfatório, mas tem mantido um insignificante caso extra matrimonial com Fernando. No entanto, a sua vida ficará de pernas para o ar quando descobre que o seu marido tem uma dívida de milhões com os sócios do restaurante.
Telma (Alda Gomes)
Telma é uma solteirona incurável. Apesar dos seus enormes esforços para encontrar um companheiro, parece nunca sair-se bem. É maître no restaurante de Paulo, e embora seja muito charmosa, precisa de alguém com quem partilhar a vida. Durante muitos anos, e por várias vezes, Telma foi a amante de Fernando, apesar de ela ser a melhor amiga de Diana.
Catarina (Cláudia Semedo)
É enfermeira e partilha a casa com Marta. Casará em breve com Bruno, que é também seu colega no hospital, mas estes planos alterar-se-ão quando ele cancela a boda e lhe confessa que está apaixonado por outra mulher. Completamente devastada com a notícia, Catarina decide descobrir a verdadeira identidade da mulher que lhe roubou o único amor da sua vida.
Marta (Rita Viegas)
Marta veio para Lisboa para estudar teatro e paga as suas aulas trabalhando como empregada no restaurante. Não havia planeado envolver-se com ninguém, mas rapidamente a situação se altera quando o patrão, Paulo, fica sozinho. A sua inesperada excitação desaparecerá assim que se apercebe que Paulo ainda está apaixonado pela ex-mulher, Simone, uma sombra permanente que dificilmente lhe permitirá ser feliz.
Rodrigo (João Tempera)
Rodrigo é audacioso, amante das aventuras e do perigo. A sua vida é um itinerário de constantes viagens, esticando sempre os limites do perigo extremo. Não sabe como lidar com a sua vida amorosa, sobretudo quando se envolveu com Telma. Vai sofrer depois de descobrir a relação paralela que ela tinha há anos com Fernando.
Bruno (Marco Costa)
Bruno trabalha com Simone no hospital e passa horas a olhar e a fantasiar sobre ela. Bruno não sabe muito sobre o amor, mas sabe como ser um amante. Quais são as fantasias que lhe passam pela cabeça? Será ele o tal que há-de oferecer a Simone a vertigem que ela procura?
Fausto (Alexandre Silva)
O novo chefe responsável pelo restaurante é uma pessoa alegre, descontraída e abertamente homossexual. Rapidamente desenvolve uma profunda amizade com Letícia. Isto enraivece Nuno, o marido de Letícia, que é um homofóbico impenitente.
Joaquim (Rogério Samora)
Joaquim é um famoso curador de arte com fama a nível internacional. Há 10 anos foi professor de Diana quando esta tirava o curso de História de Arte. Nessa altura, tiveram um romance, mas Joaquim saíu do país e Diana não o via desde essa altura. A vida vai voltar a pô-los cara a cara. Diana encontra-se num momento de particular fragilidade e Joaquim vem preencher um vazio que ela encontrou na sua vida. Joaquim é uma pessoa muito descomplexada e desapegada. Gosta de pessoas interessantes e as suas viagens pelo mundo abriram-lhe os horizontes para culturas e modos de estar que o colocam um nível acima do comum dos mortais. Tem dinheiro e está habituado ao melhor. Não é muito afectado, mas tem uma educação que por vezes o faz parecer arrogante.
Glória (Ana Bola)
Glória é a mãe de Simone e é uma enfermeira que cuida de doentes terminais. Está apostada em convencer a sua filha de que o seu casamento merece uma segunda oportunidade. Haverá mesmo segundas oportunidades para os casamentos falhados? Haverá, de facto, uma cura para o amor perdido?

## Últimos capítulos
Na SIC generalista, os 107 capítulos da novela Jura alcançaram 5.9% de audiência média e 27.7% de share. No episódio de estreia, esta novela alcançou 6.8% de audiência média e 25.6% de share. O melhor episódio coincidiu com o último capítulo, transmitido a 16 de Fevereiro, sexta-feira, quando a novela registou 7.7% de audiência média e 35.6% de share.
André foge e deixa Bárbara e Leonor para trás
Bárbara diz a Nuno que o André foi à terra dos pais. Nuno, desconfiado, pergunta se ela notou alguma irregularidade nas suas contas. Bárbara responde que não notou nada de invulgar. Nuno pede para ela dizer a André que precisam dele com urgência. Bárbara fica abatida. Bárbara pega em Leonor e vai até o local onde André está a apanhar o avião. André fica radiante ao ver as duas, mas Bárbara diz que não vão com ele, que apenas foram despedir-se. André fica de rastos… Despedem-se. 
Maria diz ao pai que está cheia de saudades da mãe. Nuno explica que ainda não a podem ver, mas que têm que ter paciência…
Marta parte em digressão
Marta vai ao restaurante despedir-se de Marcos. Este deseja-lhe boa sorte na digressão. Entretanto aparece Paulo e pergunta a Marta se vai viajar. Marta conta que conseguiu o papel principal numa peça de teatro e que vai partir em digressão. Paulo deseja-lhe a maior sorte.
O restaurante tem os dias contados
Fernando e Nuno estão no gabinete do restaurante, muito nervosos. Quando Paulo chega diz aos amigos que a situação é muito pior do que imaginavam. Diz que é o fim do restaurante! Paulo diz que André limpou todas as contas do restaurante e que ficaram sem nada. Fernando e Nuno ficam siderados. Sem saber o que fazer os amigos estão muito preocupados. Paulo acha que deviam ir falar com a Bárbara e Nuno concorda: acha que devem confrontá-la. Paulo não quer acreditar que André os roubou.
Bárbara conta tudo
Vão até casa de Bárbara, que está desesperada sem se conseguir concentrar no trabalho. Entram e dizem que o assunto é muito sério e que precisam de falar. Bárbara cansada conta tudo, até que o André roubava o restaurante há muito tempo e que ela sabia. Ficam todos em estado de choque e acusam Bárbara de traição. Ela continua a contar tudo o que aconteceu e diz que o André fugiu para o estrangeiro. Nuno quer que Bárbara pague o dinheiro que o André roubou. Ela diz-lhes para processarem o marido. Estão todos muito nervosos.
Diana está em casa e recebe um telegrama de Joaquim a dizer que está à espera dela em Florença! Diana estremece…. Angustiada liga a Telma e pede-lhe para ela ir jantar com ela pois precisa de desabafar. Diana diz a Telma que não sabe o que fazer. Telma aconselha a amiga a assinar o divórcio e a ir para Florença ter com Joaquim.
Bruno assusta Simone
Simone está com Francisco e quando estão a chegar a casa, Francisco chama a atenção que a porta de casa está aberta. Simone espreita para dentro do apartamento e fica horrorizada com o que vê: tem a sala coberta de pétalas de rosa e velas pretas, criando um ambiente muito mórbido. Assustada diz ao filho para não entrar em casa. Kiko pergunta se estava alguém dentro de casa e quando Simone diz que não, ele pergunta porque é que ela está a tremer. Simone liga a Paulo, depois pega em Francisco e leva-o até à sua antiga casa. Paulo aconselha Simone a fazer queixa de Bruno à polícia. Simone liga para a mãe a contar o que se passou. Mais calma, diz que Bruno não está bem e que precisa de ajuda. Paulo tem medo que ele fique violento. Simone conta-lhe que ele está com ciúmes porque eles estão mais próximos… Depois decide ficar a dormir em casa de Paulo. Kiko fica radiante com a notícia. Glória também e aproveita para dizer à filha que o seu lugar é junto do marido e do filho.
Avião de André cai
Bárbara está em casa a trabalhar e ouve a notícia da queda de um avião que tinha saído de tires de manhã… A pivot diz que ainda não sabe qual a identidade dos ocupantes do avião, nem o seu estado de saúde. Bárbara em choque olha para a tv. Pensa em André e desata a chorar. Descontrolada começa a tentar saber informações pelo telefone, mas ninguém sabe de nada.
Fernando, Nuno, Paulo e Bárbara estão reunidos em casa de Nuno. Paulo diz que têm de declarar falência. Nuno quer ir para tribunal. Bárbara diz que houve um acidente e que o avião onde André fugiu se despenhou e que está morto!
Simone está com Telma e Diana e conta-lhes que André fez um desfalque no restaurante e que Bárbara sabia e encobriu-o. Ficam em choque.
Em casa de Nuno ficam muito abalados com a notícia da queda do avião. Fernando diz que André não pode estar morto. Paulo diz que o melhor é esperar pela confirmação de identidade.
Paulo liga a Simone, que está no hospital, e conta-lhe o que aconteceu com André. Simone liga a Telma e a Diana para dar a notícia e a dizer que a Bárbara precisa delas. Estão todas muito chocadas com a morte de André. Quando chegam a casa de Bárbara, Simone explica a Diana que André tinha fugido de avião e este despenhou-se em Espanha. Bárbara está de rastos. Conta às amigas que André queria que ela e Leonor fossem com ele… As amigas consolam a advogada. Quando estão de saída, Bárbara despede-se das amigas e agradece o apoio. 
"Não se pode processar um morto…"
Depois das amigas saírem, Bárbara recebe um telefonema… É André que está vivo! Bárbara chora de alívio pelo marido estar vivo! Este pede-lhe para ela ir ter com ele ao Brasil. Bárbara conta-lhe que os amigos o vão processar. André pede a Bárbara para não contar a ninguém que está vivo, pois não se pode processar um morto….
No restaurante, Paulo conta a Marcos que André fugiu com o dinheiro do restaurante e que, por causa disso, vai ter que declarar falência. Marcos fica muito triste, mas depois diz ao Paulo que não pode desistir do seu sonho, do restaurante! Paulo diz que vai ter de se resignar. 
Rodrigo vai a casa de Catarina contar que foi convidado para uma expedição ao Ártico. Catarina diz que o ama e que vai ficar à sua espera! Beijam-se apaixonados.
Fernando faz uma última tentativa de reconciliação, mas Diana diz que quer mesmo o divórcio. Fernando diz-lhe que já marcou uma nova data na conservatória… Depois diz-lhe que apesar de achar que Joaquim não é homem para ela, espera que ela seja feliz. Diana também lhe deseja o melhor.
Há uma solução para o Fusão
Marcos mostra a Paulo o jornal com uma entrevista de Nuno sobre o caso dos homossexuais. Paulo fica muito surpreendido com o que lê e Marcos sorri satisfeito. Falam sobre a mudança de Nuno… Entretanto Marcos diz a Paulo que acha que encontrou uma solução para salvar o restaurante e entrega-lhe uma pasta.
Em casa, Nuno está muito orgulhoso da entrevista que deu ao jornal! Entretanto aparece Maria e combinam ligar a Letícia para a clínica. Maria fica radiante, pois está cheia de saudades da mãe. Falam os dois com Letícia. Nuno diz-lhe que o pior já passou e pede-lhe para ela ter muita força!
Telma vai visitar Fernando à seguradora. Fernando está chateado porque Diana vai ter com o Joaquim. Telma fica magoada com a atitude do amante…
Em casa Diana faz as malas para ir ter com Joaquim. Este liga e ficam os dois a namorar ao telefone…
Juiz diz a Paulo e a Simone que concorda com o acordo que eles fizeram e depois pergunta-lhes se eles querem mesmo o divórcio… Paulo e Simone têm dúvidas… O juiz acaba por lhes desejar boa sorte e pede-lhes para pensarem bem na sua vida, pois podem sempre tentar mais uma vez…
André liga a Bárbara, que está em casa, e pede-lhe para ela ir ter com ele. Bárbara diz-lhe que não, que tudo está a correr mal na vida dela e acaba por desligar a chamada. Patrícia vem confortar a madrinha e diz-lhe que ela tem que reagir e depois conforta-a. Sem aguentar mais Bárbara confessa-lhe que André está vivo! Depois recomenda a Patrícia que ninguém pode saber que o marido está vivo, pois é a única maneira de o proteger.
Diana descobre Telma com Fernando
Fernando está em casa de Telma quando Diana toca à campainha. Telma diz ao Fernando para não dair do quarto e vai abrir. Telma está nervosa. Diana vai entregar-lhe a chave de sua casa e fala da amizade entre ambas. Diz a Telma que ela é amelhor amiga que se pode ter. Fernando ouve e fica envergonhado. Telma responde-lhe que vai ter muitas saudades. Depois de repente, Diana diz que precisa ir à casa de banho e entra no quarto. Telma fica aflita! Diana encontra Fernando no quarto e pergunta o que se está a passar. Eles não sabem o que dizer…Telma pede desculpa a Diana. Diana fica muito magoada e pergunta como é que eles foram capazes de a trair e sai. Telma chora, mas diz que foi melhor assim. Fernando pensa que Diana deve estar a sofrer muito.
Bárbara está a ver televisão e ouve a notícia que a lista dos passageiros do avião não corresponde com os corpos encontrados. Entretanto aparece um agente da policia judiciária. O agente diz a Bárbara que sabe que o André não morreu. Bárbara diz que André fugiu por que estava a ser ameaçado pela Teles. O agente quer provas… Nisto tocam à campainha e é Teles. Bárbara diz ao agente para se esconder e ouvir a conversa. Teles volta a ameaçar Bárbara. Quer dinheiro e quando Bárbara diz que não tem ela aponta-lhe uma arma. Bárbara está tensa, mas consegue que Teles fale. Esta diz que ela tem 12 horas para pagar e sai. O agente ouve tudo e alerta as autoridades. À saída da casa do André a Teles vê-se encurralada. Furiosa aponta a arma a um agente, mas acaba por morrer.
Letícia foge da clínica
Nuno está com Maria a fazer um puzzle quando aparece Letícia a dizer que voltou. Nuno fica surpreendido e Maria muito feliz! Nuno manda a Maria para o quarto. Letícia mente sobre o tratamento e Nuno pergunta-lhe se ela fugiu da clínica… Letícia diz que não fugiu, mas Nuno fica desconfiado. Maria aparece para dar um desenho à mãe. Nuno fica preocupado. Acabam por se deitar, mas Nuno está tenso. Letícia diz-lhe que foi muito duro estar longe dele e da Maria. Nuno vai para a sala e liga à directora da clínica que lhe confirma que Letícia fugiu e lhe pede para a levar de volta no dia seguinte. O advogado fica muito perturbado com a atitude da mulher. Letícia diz que o ama e que quer fazer amor. Nuno afasta-se.
Paulo e Simone beijam-se
No restaurante Marcos pergunta a Paulo se pensou na sua proposta para salvar o Fusão. Diz-lhe que quer ser sócio… Paulo está reticente. Mais tarde Paulo conta a Simone da proposta do cozinheiro. Simone aconselha-o a aceitar e pede-lhe para não deixar morrer o Fusão. Depois diz-lhe que o vai ajudar a salvar o restaurante… Paulo fica emocionado com a proposta e Simone perturbada. Paulo vai levar Simone a casa. Quando chegam, Bruno, sem ver Paulo, agarra-se a Simone e diz-lhe que a vai amar para sempre e força-a num beijo. Simone grita e Paulo aparece e agarra Bruno. Perturbado, Bruno ameaça Paulo e diz que Simone é dele e sai. Simone fica muito assustada. Paulo diz-lhe que fica com ela e abraça-a. Acabam por se beijar com muita paixão. Paulo e Simone acordam felizes. Nuno liga a Simone e conta que Letícia fugiu da clínica, pede-lhe ajuda, pede-lhe para falar com a mulher. Ficam preocupados.
Em casa, Nuno diz a Letícia que sabe que ela fugiu e que tem que voltar para a clínica. Letícia fica desesperada. Entretanto chega Simone para falar com ela. A médica fala com a amiga e diz-lhe que ela tem mesmo que terminar o tratamento e pede-lhe para pensar na família. Letícia chora.
Bárbara conta a Patrícia que Teles é um assunto encerrado. Entretanto o André liga e Bárbara atende. Bárbara pede-lhe para ele voltar e conta que Teles morreu. André conta que investiu o dinheiro para poder pagar a dívida do restaurante e que por isso ainda não pode voltar. Bárbara fica desiludida.
Fernando vai até casa de Telma e, de mala na mão, diz-lhe que aceita viver com ela. Beijam-se.

## Grande Final
Paulo é esfaqueado por Bruno
Paulo sai do restaurante para ir buscar o filho, Bruno observa-o, e, ao entrar no carro, fica em pânico pois Bruno ameaça-o com um bisturi e obriga-o a arrancar. Bruno diz a Paulo para onde se deve dirigir e continua sempre a ameaçá-lo com o bisturi. Sem Bruno dar conta Paulo consegue ligar para Simone… Simone em pânico ouve a conversa entre Bruno e Paulo e percebe que o médico raptou Paulo! Paulo percebe que Simone está a ouvir e consegue que Bruno diga em voz alta que vão para o Guincho. Já na praia, Bruno diz a Paulo que vai morrer e espeta-lhe o bisturi no abdómen. Paulo cai inanimado e Bruno foge. Simone entretanto vê o carro de Paulo estacionado e vê o marido estendido na areia. Corre para ele em total pânico. Paulo está entre a vida e a morte, pois está a perder muito sangue. Simone liga para o INEM, mas Paulo acaba por desmaiar. Entretanto chega a ambulância que os leva para o hospital. Quando chegam Catarina pergunta à médica se foi Bruno que o esfaqueou, mas Simone não responde.
Entretanto Bruno está desesperado e corre à beira da praia. Percebe que perdeu tudo e grita.
Simone liga a Fernando para o avisar. Este e Telma completamente angustiados e muito preocupados vão de imediato para o hospital. Fernando liga a Nuno e conta-lhe que Paulo foi esfaqueado 
Glória está em casa de Paulo com Francisco quando recebem a notícia. Kiko quer ir ao hospital, mas a avó abraça-o. Ernesto pergunta a Glória se sabe quem esfaqueou Paulo e Glória responde que Simone sabe quem foi.
Fernando e Nuno saem para fumar um cigarro e conversam sobre André e Bárbara. Nuno diz que Bárbara é amiga deles para valer. Entretanto Bruno espreita a cena, muito preocupado.
Os amigos conversam e chegam à conclusão que ninguém avisou a Diana, nem a Letícia. Nisto aparece Simone a contar que Paulo acordou e que está fora de perigo! Todos se abraçam muito emocionados.
TRÊS SEMANAS DEPOIS
Já em casa, Simone diz a Paulo que nunca mais o deixa… Paulo brinca com ela sob o olhar atento e radiante de Francisco. Estão de novo muito felizes! Nisto tocam à campainha: é Bruno! Bruno pergunta a Simone pelo Paulo e depois conta-lhe que se inscreveu nos médicos sem fronteiras e que vai recomeçar a sua vida. Agradece por não o terem denunciado e lhe terem permitido ter mais uma hipótese.
Simone conta a Paulo o que se passou com o Bruno e diz-lhe que o médico está no bom caminho… Paulo não resiste aos encantos de Simone e pede-a em casamento!
Fernando acorda e percebe que Telma não está. Quando esta chega, Fernando percebe que ela passou a noite com outro homem. Fernando acaba por confessar que também a traiu e diz-lhe que se vai embora, que entre eles não deu mesmo certo.
Bárbara vai à seguradora ter com Fernando. Conta que está a trabalhar com o Nuno e que está a correr muito bem! Fernando conta-lhe de Telma.
1 ANO DEPOIS
Diana chega a casa com Joaquim. Estão muito felizes. Na rua vê cartaz a anunciar a sua exposição e fica radiante!
No restaurante Telma recebe o convite para o baptizado do filho de Rodrigo e Catarina e fica triste… Marcos anima a amiga.
No jardim, Fernando continua igual a si próprio: não resiste aos encantos de uma jovem mãe e pergunta-lhe se ela precisa de ajuda.
etícia, totalmente recuperada e grávida, está com um cliente a almoçar. Ele conta que foi o Dr. Nuno Paixão que a indicou como advogada. Ela sorri satisfeita.
Bárbara e Nuno trabalham lado a lado no processo mais importante do ano. André liga e diz à mulher que está a ganhar muito dinheiro no Brasil e que depois de ter pago a dívida do restaurante parece que a sorte dele mudou… Bárbara desliga a chamada sem querer saber!
Simone, Paulo e Francisco estão a fazer a mudança de casa. Na porta vê-se um letreiro que diz vendido. Simone está muito grávida. A médica pergunta a Paulo se não tem pena de deixar a casa. Paulo, cheio de amor, responde-lhe que o importante é estarem todos juntos e serem uma família feliz!

## Elenco principal
- Ricardo Pereira - Paulo Almeida[4]
- Patrícia Tavares - Simone Costa Almeida[4]
- Pepê Rapazote - Fernando Ferreira[4]
- Carla Chambel - Diana Alves Ferreira
- João Cabral - Nuno Paixão
- Ana Rocha - Letícia Paixão
- Rui Mello - André Rodrigues
- Ana Brito e Cunha - Bárbara Rodrigues
- Alda Gomes - Telma[4]
- Cláudia Semedo - Catarina Lopes
- Rita Viegas - Marta Garcia[4]
- João Tempera - Rodrigo
- Marco Costa[5] - Bruno Moreira
- Alexandre da Silva - Fausto Antunes
- Paulo Silva - Marcos
- Rogério Samora - Joaquim
- Ana Bola - Glória Costa

## Elenco adicional
- João Arrais - Francisco "Kiko" Almeida
- Francisca Freitas Costa - Maria Paixão
- Rosa Villa - Dora
- Raquel Henriques - Laura
- Márcia Breia - Úrsula
- Nuno Melo - Cristiano
- João Maria Pinto - Vítor Pais
- Ana Brandão - Inês Freitas
- Ivo Canelas - Sebastião
- Augusto Portela - Óscar
- António Lima - Carlos
- Rui Luís Brás - Vasco Miranda
- Luís Mascarenhas - Dono de Café
- André Maia - Paco
- Alexandre Ferreira - Ricardo
- Rita Lello - Paula
- Ana Padrão[6] - Ana Leopoldina Teles
- Susana Arrais - Ágata
- Vítor Rocha - Nuno Saraiva
- Luís Gaspar - Iñaki
- Soraia Chaves - Patrícia
- Manuel Castro e Silva - Juiz
- Ana Cláudia Vaz
- Gustavo Santos
- Rita Frazão - Elisabete
- Susana Borges - Dra. Mariana Carvalho
- Paulo Matos - Miguel Pinto
- Vítor de Sousa - Ernesto
- Teresa Tavares - Rute
- Maria Teresa
- Ana Maria Rosas

## Equipa técnica
- Realizadores - Tininha Araújo - Paulo Rosa
- Direcção elenco infantil - Sofia Espírito Santo
- Direcção de actores - Maria d'Aires

## Guião
- João Matos (Coordenador-Head Writer)
- Catarina Dias
- Mafalda Ferreira

50 guiões adaptados / 50 guiões originais
 Total: 100 Capítulos

## Banda sonora
"A Música das nossas vidas" - CD
- Jura - Rui Veloso[7]
- Truly Madly Deeply - Cascada
- Linger - The Cranberries
- Return To Innocence - Enigma
- Let It Rain - Amanda Marshall
- To The Moon And Back - Savage Garden
- Torn - Natalie Imbruglia
- Daybreak - Lisa Ekdahl
- Between 2 Hearts - B. Medina
- Life - Des'ree
- Cosmic Girl - Jamiroquai
- Kiss The Rain - Billie Myers
- Sinfonia Do Amor - Blackout
- Nobody's Wife - Anouk
- Here Comes The Hotstepper - Ini Kamoz
- Confide In Me - Kylie Minogue
- Would I Lie To You - Charles and Eddie

Outras não incluidas no CD:
- Penso Positivo - Lorenzo Jovanotti Cherubini
- Deixa-me Rir - Jorge Palma
- Não Queiras Saber de Mim - Rui Veloso
- Roxette - Spending my Time

## Reposição nas madrugadas (2014/15)
- A sua reposição às 2 da manhã na SIC começou a 7 de outubro de 2014 tendo terminado a 12 de junho de 2015. Exibida de segunda a sexta em capítulos de 20 a 30 minutos. No capítulo final teve 50 minutos (capítulo duplo) e terminou com 0,5% de audiência média e 9,1% de share.
- Transmitida em horário de baixo consumo, a novela chegou a liderar na sua faixa horária. No entanto, os valores nunca foram superiores a 1% de audiência média. O melhor capítulo desta repetição foi transmitido a 14 de janeiro de 2015 e registou 1% de audiência média e 19,2% de share - 97,1 mil espectadores.

## Reposição nas madrugadas (2016)
Estreou em 25 de abril de 2016 e manteve resultados semelhantes ao da última reposição, nunca superando também o valor de 1% de audiência média. No dia 19 de agosto de 2016 teve o seu episódio final exibido.